# Gastrodia sabahensis
Gastrodia sabahensis är en orkidéart som beskrevs av Jeffrey James Wood och Anthony L. Lamb. Gastrodia sabahensis ingår i släktet Gastrodia och familjen orkidéer. Inga underarter finns listade i Catalogue of Life.